# Жълтопетнисти амазонски речни костенурки
Podocnemis unifilis е вид костенурка от семейство Мадагаскароамерикански страничношийни костенурки (Podocnemididae). Видът е уязвим и сериозно застрашен от изчезване.

## Разпространение
Разпространен е в Боливия, Бразилия, Венецуела, Гвиана, Еквадор, Колумбия, Перу, Суринам и Френска Гвиана.